# Pokeware
Pokeware es una empresa de base tecnológica que ofrece un software que permite un innovador modelo de publicidad, convirtiendo en interactivo el contenido de imágenes y videos, redirigiéndolo a plataformas relacionadas con las marcas que podrán ser descubiertas por usuarios, editores y anunciantes. Es una solución que ofrece una forma sencilla para que las marcas trasciendan los confines de móvil y aparatos digitales al tiempo que permite campañas efectivas.
Pokeware fue lanzado recientemente por David Falk fundador y director ejecutivo de FAME y Maryse Thomas, director ejecutivo y fundadora de Pokeware. De acuerdo con la información contenida en el sitio web del proyecto, es gestionado por Relevad Media Corp. una compañía fundada por David Falk y Maryse Thomas.

## Características
Pokeware™ ofrece un contenido inteligente con su reconocimiento de objetos y herramientas de compra mediática, proporcionando una forma innovadora para que los editores y marcas puedan atraer a los usuarios. Estos podrán descubrir objetos en los contenidos que les interesen, compartir POKES y comprar artículos. Con Pokeware™ las marcas pueden hacer uso de imágenes y vídeos de M-Commerce y proyectos de promoción de marca, los editores pueden monetizar el contenido de una manera discreta.
Pokeware™ permite que los medios de comunicación sean accesibles al consumidor, medibles, relacionados, sociales y cuantificables. Se activa por usuarios cuyo ratón hace click en un POKE, mostrando información acerca de un producto, objeto o persona del contenido. El software de Pokeware™ incluye un análisis de rendimiento a tiempo real que informa a los clientes, dando lugar a decisiones reveladoras basadas en datos.
La interfaz Pokeware permite al usuario seleccionar objetos dentro de una secuencia de vídeo que está siendo visualizado en línea para obtener más información acerca de ese objeto. Ofrece también un análisis en tiempo real para medir el rendimiento sin comprometer la privacidad del espectador.

## Socios
- Flingo permite a los usuarios encargar a un aparato de TV conectado a Internet para adquirir y reproducir archivos multimedia ubicados en equipos remotos.[5]

- GuestLogix Inc. ofrece soluciones a bordo para la industria al por menor de pasajeros de los viajes. GuestLogix Inc. fabrica, desarrolla y proporciona un análisis completo de punto de venta y sistemas de software para ayudar a aumentar los ingresos procedentes de servicios complementarios, o los ingresos no derivados de la venta de billetes.[6]

- Playin 'TV es un canal norteamericano, europeo y latinoamericano de televisión interactiva, propiedad de Visiware América.